# Portrait de la princesse Olga Orlova
Le Portrait de la princesse Olga Orlova (en russe : Портрет княгини Ольги Орловой) est un tableau de Valentin Serov, réalisé dans les années 1909-1911.

## Modèle
Le tableau représente la princesse Olga Konstantinovna Orlova (1873-1923), née princesse Belosselska-Belozerska, fille de Constantin Esperovitch Belosselski-Belozerski (en). Sa mère, Nadejda Dmitrievna Skobeleva (1847-1920), est la petite-fille de Dmitri Skobelev (ru) et la sœur du célèbre général Mikhaïl Skobelev (surnommé Le Général blanc).
En 1894, elle devient l'épouse du chef de la chancellerie militaire, le général-major prince Vladimir Nicolaievitch Orloff (1868-1927). Ils divorcent en 1918. Leur fils, Nikolaï Valdimirovitch Orlov (1891-1961), épouse le 12 avril 1917 Nadejda Petrovna de Russie.
Elle vit en exil dès 1919 et s'installe en France.
Selon ses contemporains, elle était « la femme la plus élégante de Saint-Pétersbourg », « la première dame de la cour ». La princesse était une des femmes à la mode parmi les plus notables à la cour.
Alexandre Benois écrivait à propos d'Olga Orlova : « Elle était particulièrement « gentille », aimable, d'humeur agréable, mais pas spécialement de caractère marquant. Elle savait tout sur les toilettes, qui toujours (et malgré leur origine parisienne) chez elle se distinguaient par leur originalité audacieuse. C'est pour cette raison qu'elle profitait toujours des faveurs des artistes. ».
Outre les portraits d'Olga Orlova réalisés par Serov, on connaît aussi les études de la princesse par Léon Bakst (1909, Musée russe) et Savely Abramovitch Sorine (1917).

## Histoire de la composition

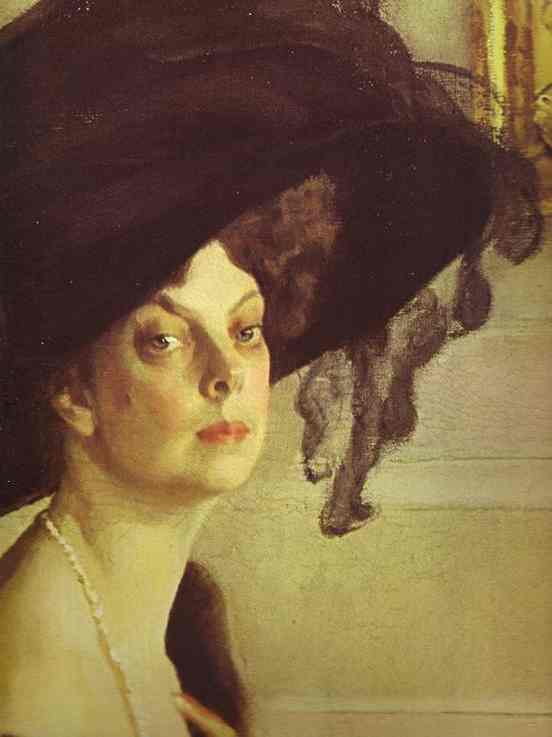
Portrait de la princesse Olga Orlova (détail)

C'est en 1909 que le peintre Serov a reçu la commande du portrait et qu'il a commencé sa composition, pour la terminer en 1911. La princesse posait pour lui dans son hôtel particulier du Quai de la Moïka, 90, à Saint-Pétersbourg.
Serov cherche à créer une image moderne par son esprit, tout en restant dans le cadre du portrait d'apparat traditionnel. La toile a été réalisée avec de longues interruptions durant les années 1910-1911, pratiquement en même temps que le portrait tout à fait différent de son portrait d'Ida Rubinstein, ce qui montre la multiplicité des recherches et solutions créatives du peintre.
La technique picturale de Serov est raffinée, l'esprit en est marqué par une certaine ironie et peut-être même par du sarcasme. Olga Orlova est représentée dans une pose inhabituelle, le corps brisé en un buste et les jambes. Ce portrait rappelle ceux de Giovanni Boldini : un chapeau énorme et disproportionné, les épaules dénudées, une soyeuse cape en zibeline sur le dos, les mains serrant machinalement le collier de perle, la chaussure vernie qui pointe vers l'avant, tout cela donne à l'image une élégance alambiquée.

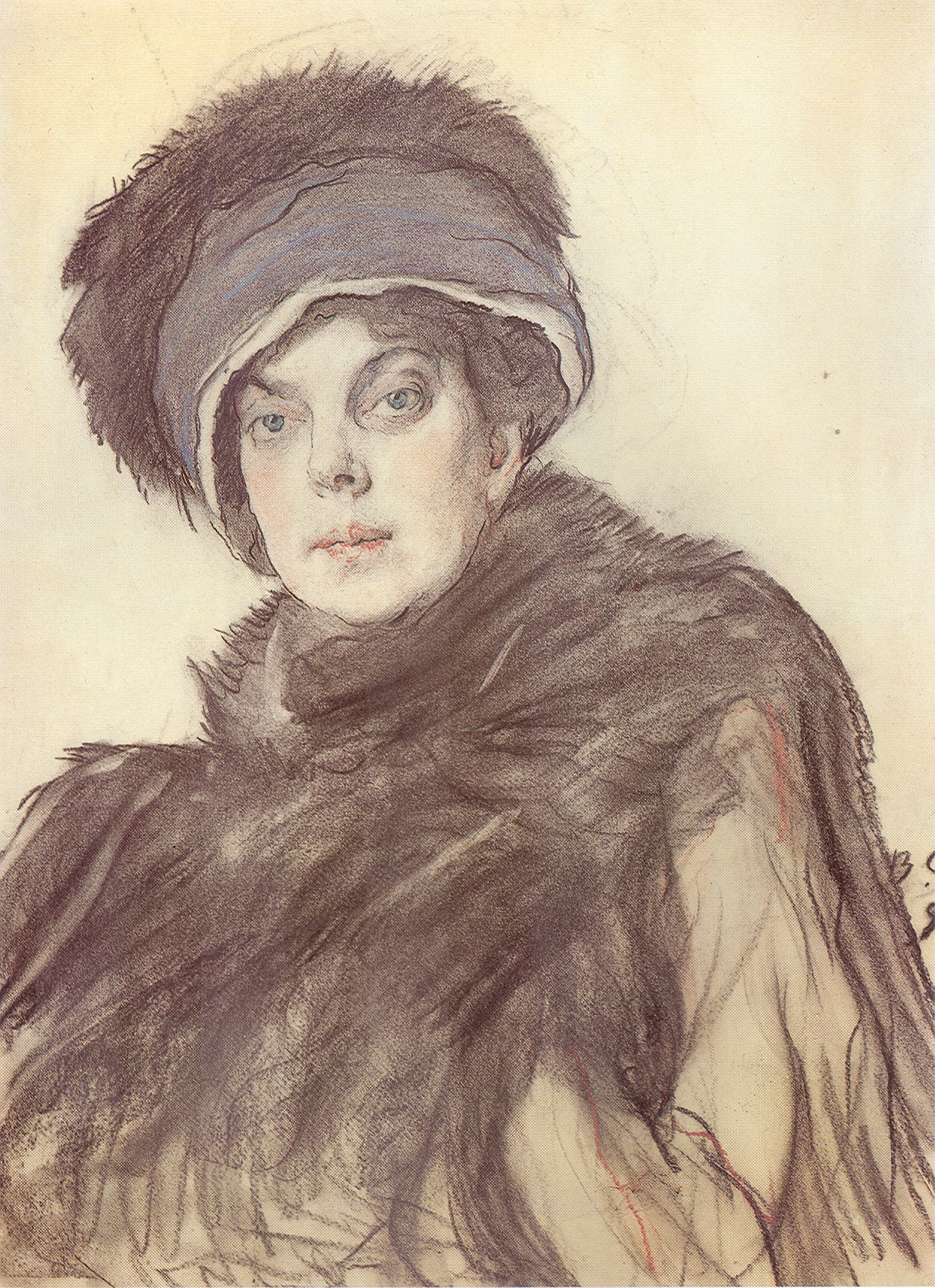
Autre portrait d'Olga Orlova par Serov, à la même époque, en 1911.

Le peintre était satisfait de son travail, ce qui lui arrivait rarement. Les réactions des contemporains devant ce portait étaient controversées. Les uns admirent le style du tableau, le talent et la maîtrise de Serov. D'autres font observer que le regard du peintre est intransigeant à l'égard de sa cliente et soupçonnent une volonté de sarcasme. Valéri Brioussov écrit : 

« Les portraits de Serov sont toujours un jugement sur ses contemporains… La collection de ses portraits conservera pour les générations futures une vérité désolante sur les gens de notre époque. »

Le prince Sergueï Chtcherbatov observe :

« Célébrer la femme, comme les grands peintres italiens, en la posant sur un piédestal artistique, sans tomber dans l'idéalisation banale de certains artistes flagorneurs… Serov n'en était pas capable. Il lui fallait ajouter une dose de piment ! Comment par contre ne pas utiliser l'apparence exceptionnellement élégante de la princesse, la femme la mieux habillée de Saint-Pétersbourg, celle qui dépensait de telles sommes d'argent en toilettes de luxe et la rendait célèbre ? Qu'en auraient fait Titien ou Véronèse… et qu'en fera Serov ? Un chapeau noir, une robe aigue-marine, et surtout la pose : au lieu de souligner la silhouette élancée de son personnage, Serov place la princesse Orlova sur un siège si bas que les genoux ressortent en pointant vers l'avant. La tête est parfaite. »

Le critique d'art Dimitri Sarabianiov écrit :

« Serov rend avec finesse les objets qui entourent Orlova : vase de Sèvres sur une console dorée, tableaux anciens… ce n'est pas un mur plat qui lui sert de fond mais bien un coin formant - tel le décor d'une pièce de théâtre - l'espace scénique. Tous les objets sont donnés d'une façon fragmentaire, ce qui permet de juger des dimensions et de la magnificence de la demeure princière… Serov admire l'unité harmonieuse de la nature et du caractère d'Orlova, si parfaits et entiers dans leur genre. Son extérieur raffiné et soigné, sa race, sa superbe négligence dans le port de choses qui coûtent cher, son caractère stylisé donnent une riche matière à Serov à exercer sa maestria. »

Le tableau a été exposé avec succès dans la salle réservée aux œuvres de Serov lors de l'exposition internationale de Rome en 1911.
Le portrait est rapidement devenu célèbre et nombreux furent ceux qui souhaitaient l'acquérir et rivalisèrent à cette fin. La princesse Orlova appelle dans sa correspondance ce tableau un chef-d'œuvre, mais sous la pression de son milieu, elle a accepté de l'offrir à la collection du musée russe d'Alexandre III. À propos de ce tableau, Serov écrit à Dmitri Tolstoï (ru), directeur du musée impérial de l'Ermitage, administrateur intérimaire du Musée russe, dans une lettre datée du 4 novembre 1911 : « Vous m'avez demandé à propos de la princesse Orlova qu'elle cède son portrait (mon tableau) au musée Alexandre III. Je ne sais pas ce qu'elle vous a répondu, mais à moi elle m'a demandé ce que j'en pensais et il me semble que je lui ai répondu — si vous voulez le donner, donnez-le, mais peut-être ne voulez-vous pas ou quelque chose d'approchant. Maintenant, je sais que Sergueï Botkine et Ilya Ostroukhov souhaitent tous les deux recevoir ce tableau pour une galerie de Moscou. Alexandra Pavlova Botkine (la fille de Pavel Tretiakov) a demandé à la princesse Orlova de céder le tableau à la Galerie Tretiakov, et elle aurait donné son consentement, en ajoutant que vous lui auriez vous-même déjà donné votre consentement. » Mais les liens avec la cour impériale étaient les plus forts et la princesse céda son portrait à la collection de l'empereur.